# Sabbatsbergs sjukhus

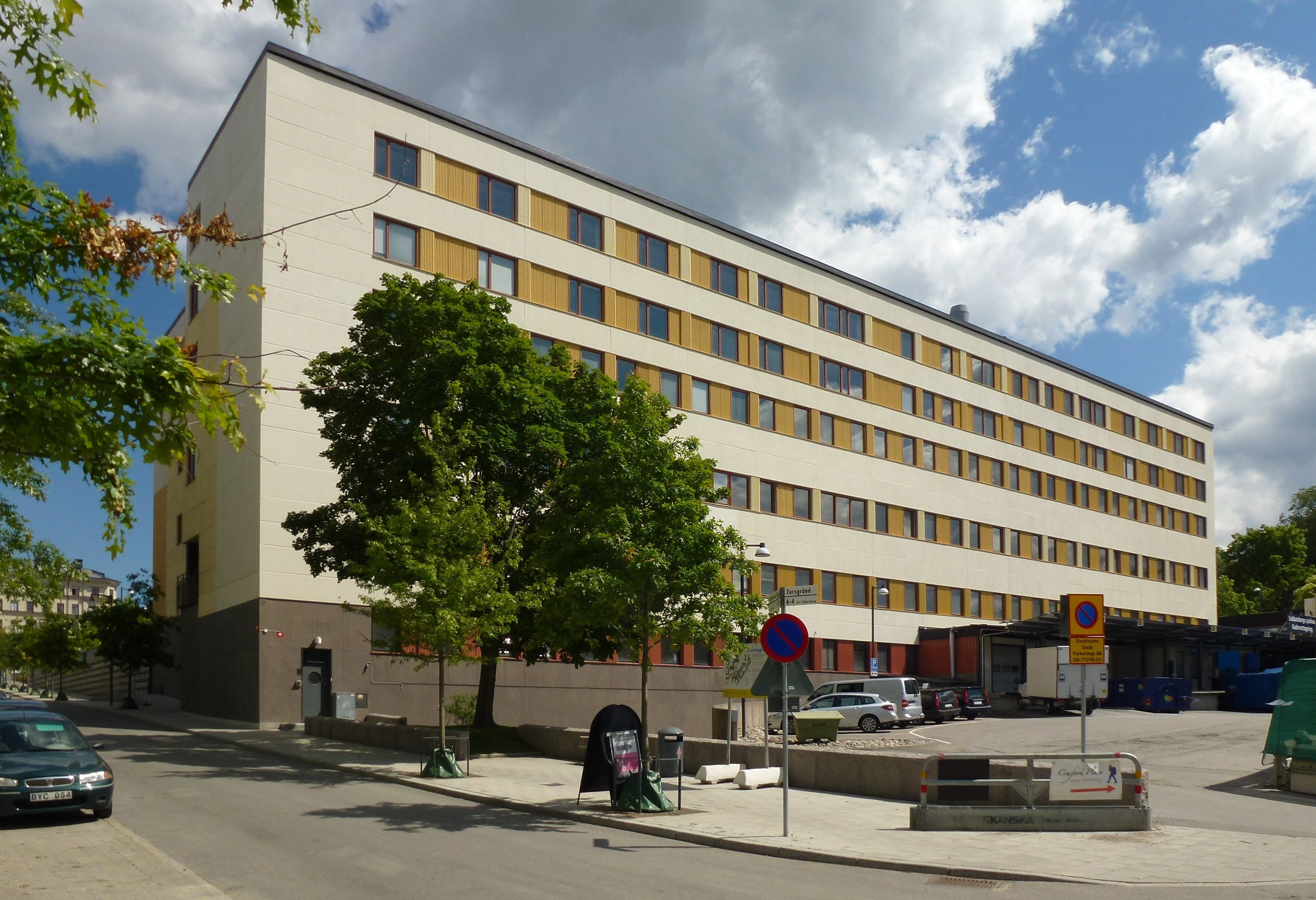
Sjukhusets fasad mot Torsgränd, 2012.

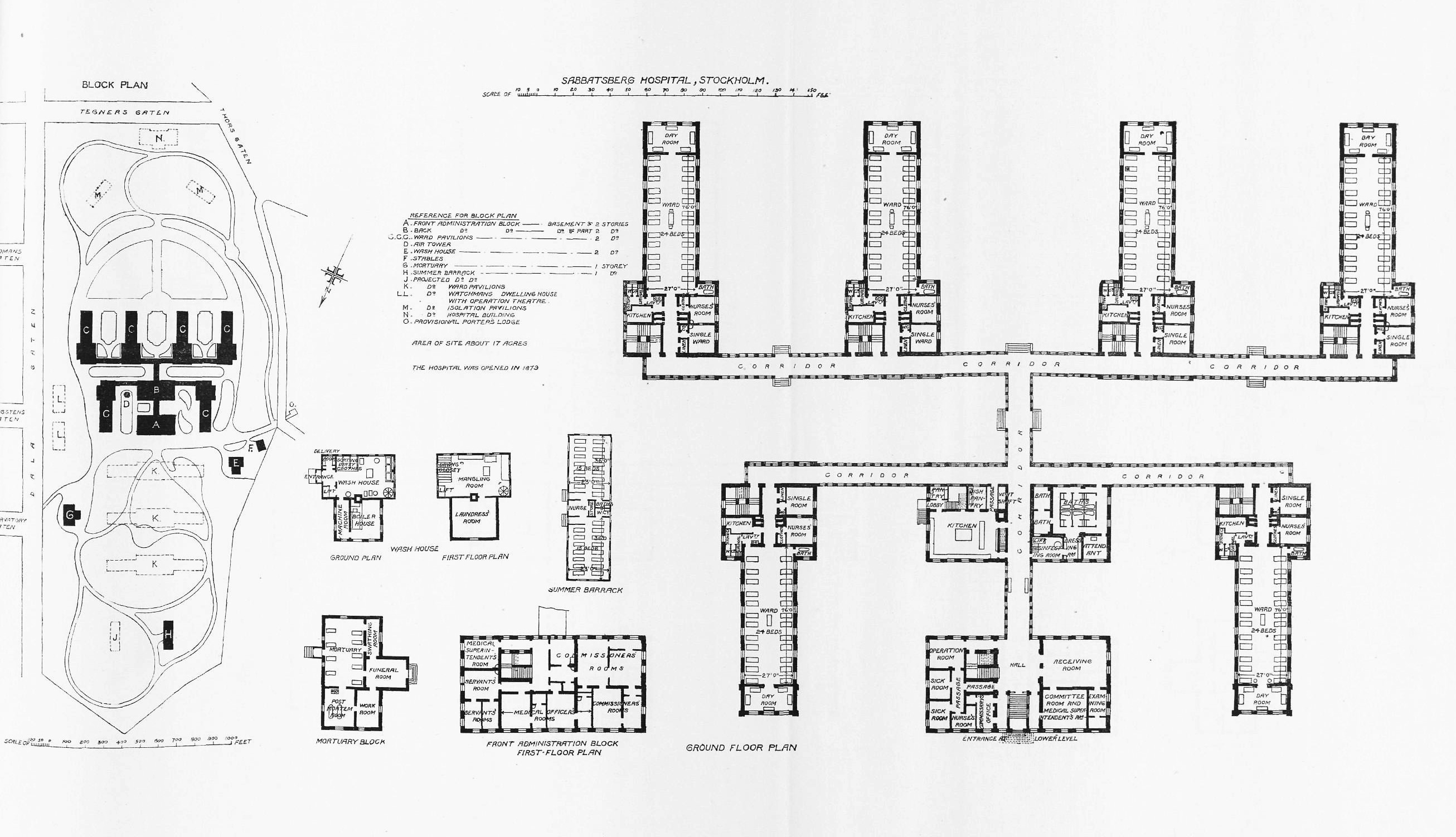
Planritning 1893.

Sabbatsbergs sjukhus är ett tidigare sjukhus beläget på Sabbatsberg mellan Torsgatan, Vasaparken, Tegnérgatan vid Barnhusbron och Dalagatan i Vasastan i centrala Stockholm.

## Historia
Stadsfullmäktige fattade beslut om att bygga sjukhuset den 2 december 1872. Sjukhuset ritades av arkitekt Ernst Jacobsson och byggdes enligt paviljongsystemet. Det öppnades den 21 januari 1879 med 340 vårdplatser, fördelade på tolv vårdavdelningar. Under andra halvan av 1884 installerades elektriskt ljus. År 1900 blev Sabbatsberg det första sjukhuset i Stockholm som fick en röntgenanläggning.
Sjukhuset utökades och moderniserades i flera etapper. I slutet av 1960-talet revs flera av de gamla sjukhusbyggnaderna och ersattes med nya, vilka ritats av arkitektfirman Uddenberg & Hjelm, och som invigdes omkring 1970.

## Sabbatsberg i dag
Vid årsskiftet 1993–1994 avvecklades sjukhusets akutmottagning. Flera av de tidigare sjukhusbyggnaderna används fortfarande för olika verksamheter med anknytning till hälso- och sjukvård, men området som helhet har inte karaktären av sjukhus. Bland annat har landstingets ambulansverksamhet Ambulanssjukvården i Storstockholm AB, AISAB, en station vid Sabbatsberg. Intill sjukhuset ligger Eastmaninstitutet som drivs av Folktandvården och arbetar med barntandvård.
Sedan akutverksamheten upphört användes delar av lokalerna som kontor för delar av Stockholms läns landstings förvaltningar. Huvuddelen av dessa flyttade under 2008 till  Hantverkargatan 11 på Kungsholmen. 
Delar av det tidigare sjukhusområdet har bebyggts under 2000-talet, bland annat med bostäder.

## Övrigt
Efter att Olof Palme blivit skjuten den 28 februari 1986 i korsningen Sveavägen-Tunnelgatan fördes han, tillsammans med hustrun Lisbeth Palme, med ambulans till Sabbatsbergs sjukhus akutmottagning, där han dödförklarades den 1 mars 1986 kl. 00:06.
En del scener i filmen The Girl with the Dragon Tattoo spelades in i sjukhuset.
Sjukhusscenerna i Beckfilmen Mannen på taket är även inspelade här.